# Friedrich Jakob Schmitthenner
Friedrich Jakob Schmitthenner (* 17. März 1796 in Oberdreis; † 19. Juni 1850 in Gießen) war ein deutscher Germanist und Staatswissenschaftler.

## Leben
Friedrich Schmitthenner war der Sohn des Pfarrers David Jakob Schmitthenner und dessen Ehefrau Catarina. Schmitthenner, der evangelischer Konfession war, heiratete Christiane Friederike Amalie geborene Freiin von Canstein.
Schmitthenner studierte ab 1813 in Marburg und Gießen Philosophie, Geschichte und Theologie und schloss das Studium mit der Promotion ab. Er wurde 1815 Rektor in Dierdorf, 1827 Direktor des Seminars in Idstein und 1828 Professor der Geschichte an der Universität Gießen. 1830 wurde er Mitglied des Oberschulrates in Gießen und 1832 desgleichen in Darmstadt. 1835 wurde er Professor der Staats- und Kameralwissenschaften in Gießen. 1836 wurde er Rektor der Universität Gießen und geheimer Regierungsrat. Er ist 1840 in die Gießener Freimaurerloge Ludewig zur Treue aufgenommen worden.
Von 1841 bis 1847 gehörte er der Zweiten Kammer der Landstände an. Er wurde für den Wahlbezirk der Stadt Gießen gewählt.

## Schriften
- Ueber den Charakter und die Aufgaben unserer Zeit in Beziehung auf Staat und Staatswissenschaft. Georg Friedrich Heyer, Gießen o. J.
- Die Jahreszeiten. Ein lyrisch-didaktisches Gedicht. Georg Friedrich Heyer, Gießen o. J.
- Gedichte der Teutschen. Herborn 1824.
- Die Lehre von der Satzzeichnung oder Interpunction in der teutschen Sprache, nebst einer kurzen, vorbereitenden Darstellung der Satzlehre. Hermann, Frankfurt am Main 1824.
- Ursprachlehre. Entwurf zu einem System der Grammatik. Mit besonderer Rücksicht auf die Sprachen des indischteutschen Stammes: das Sanskrit, das Persische, die pelasgischen, slavischen und teutschen Sprachen. Hermann, Frankfurt am Main 1826; Nachdruck: Frommann, Stuttgart-Bad Cannstatt 1976, ISBN 3-7728-0260-5.
- Teutsche Sprachlehre für Gelehrtenschulen. 2. Aufl. Krieger, Herborn 1826.
- Teutonia. Ausführliche teutsche Sprachlehre, nach neuer wissenschaftlicher Begründung.  Hermann, Frankfurt am Main 1828.
  - Bd. 1: Niedere Sprachlehre.
  - Bd. 2: Höhere Sprachlehre.
  - Nachdruck beider Bände in 1 Band: Olms, Hildesheim 1984, ISBN 3-487-07429-X.
- Kurzes deutsches Wörterbuch. Darmstadt 1834; später von Karl Weigand umgearbeitet, 6. Aufl. in zwei Bänden 1881.
- Grundriß der politischen und historischen Wissenschaften, zwei Bände. Gießen 1830 und 1832 [unvollendet].
- Kurzes deutsches Wörterbuch für Etymologie, Synonymik und Orthographie. Verlag von G. Jonghaus, Darmstadt 1834; 2., bedeutend vermehrte Aufl. 1837.
- Die Main-Weser-Eisenbahn: staatswirthschaftliches Gutachten über die Frage: ob dieselbe am zweckmäßigsten über Marburg oder über Fulda zu führen sei? / Im Namen und Auftrag der Eisenbahn-Comité’s in Marburg und Gießen. Georg Friedrich Heyer, Gießen 1838.
- Grundlinien der Geschichte der Staatswissenschaften, der Ethnologie, des Naturrechtes und der Nationalökonomie. Georg Friedrich Heyer, Gießen 1839.
- Über das Cultur- und Schulwesen. Band 1: Die Culturverfassung von Nassau, Hessen-Darmstadt und Rheinpreußen, gerechtfertigt gegen die Verläumdungen des Hofraths Thiersch in München. Georg Friedrich Heyer, Gießen 1839.
- Grundlinien des allgemeinen oder idealen Staatsrechtes. Gießen 1845; Nachdruck: Metzner, Hamburg 1967.
- Zwölf Bücher vom Staate oder Systematische Encyklopädie der Staatswissenschaften. Friedrich Schmitthenner’s Zwölf Bücher vom Staate oder Systematische Encyklopädie der Staatswissenschaften. Georg Friedrich Heyer, Gießen [Erschienen sind nur Bd. 1 und Bd. 3.]
  - Bd. 1: Grundlinien der Geschichte der Staatswissenschaften, der Ethnologie, des Naturrechts und der Nationalökonomie (online).
  - Bd. 3: Grundlinien des allgemeinen oder idealen Staatsrechtes.
- Über Pauperismus und Proletariat.  Georg Friedrich Heyer, Frankfurt am Main 1848 (Digitalisat der Universitätsbibliothek Bielefeld).

Im Verein mit Karl Zittel und anderen gab er die Familienbibel des Neuen Testaments heraus (Karlsruhe 1880–85, 2 Bde.).